# 阿诺特
阿诺特（法語：Annot，法語發音：[anɔt]）是法国上普罗旺斯阿尔卑斯省的一个市镇，位于该省东南部，属于卡斯泰拉讷区。

## 地名
该地名“Annot”发音为[anɔt]，字母“t”发音，《世界地名翻译大辞典》与《世界地名译名词典》将其误译作“阿诺”。

## 地理
阿诺特（43°57'55"N, 6°40'7"E）面积29.8 平方千米，位于法国普罗旺斯-阿尔卑斯-蓝色海岸大区上普罗旺斯阿尔卑斯省，该省份为法国东南部内陆省份，北起上阿尔卑斯省，西接沃克吕兹省，西北接德龙省，南至瓦尔省，东临滨海阿尔卑斯省，东北部与意大利接壤。
与阿诺特接壤的市镇（或旧市镇、城区）包括：阿隆、布罗、勒菲日雷、圣伯努瓦、于布赖、韦尔贡。
阿诺特的时区为UTC+01:00、UTC+02:00（夏令时）。

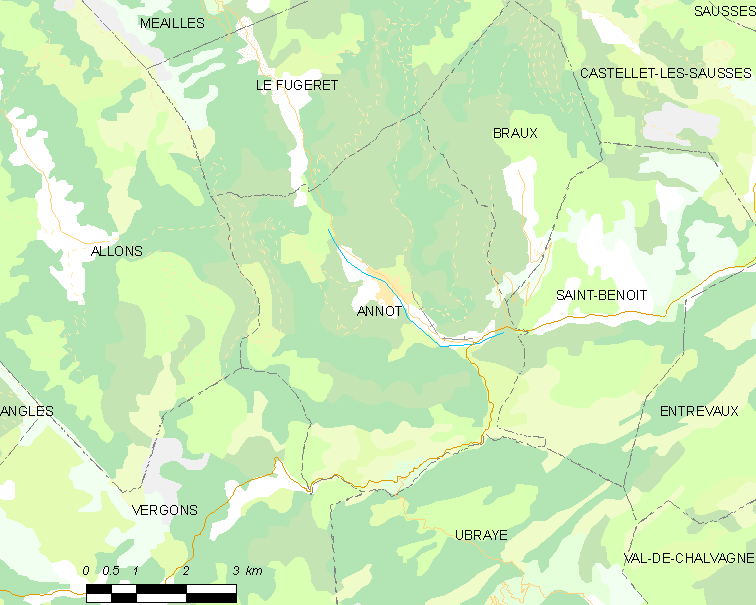
阿诺特的OSM定位图

## 行政
阿诺特的邮政编码为04240，INSEE市镇编码为04008。

## 政治
阿诺特所属的省级选区为卡斯泰拉讷县。

## 交通
法国国道N202线和上普罗旺斯阿尔卑斯省省道D110线、D908线在阿诺交汇。此外连接迪涅莱班和尼斯的地方窄轨铁路经过阿诺并设站。

## 人口

1962-2008年间阿诺特人口变化图示

阿诺特于2022年1月1日时的人口数量为1013人。